# Igreja de Paderne
A Igreja de Paderne, também conhecida como Igreja do Divino Salvador ou ainda Igreja do Convento de Paderne, localiza-se na freguesia de Paderne, no município de Melgaço, distrito de Viana do Castelo, em Portugal.
Encontra-se classificada como Monumento Nacional desde 23 de Junho de 1910.

## História
Inserida num convento, pertencente originalmente a uma ordem feminina benedita, numa comunidade a que D. Afonso Henriques passou carta de couto à abadessa D. Elvira Sarracins, em sinal de apreço pelo auxílio que lhe prestara na tomada do castelo de Castro Laboreiro, no ano de 1141, a fundação da ordem em Paderne é atribuída a D. Paterna, no século XI.
Um século depois, o convento passou a pertencer aos Cónegos Regrantes de Santo Agostinho, sendo apenas aí iniciada a construção da igreja a pedido do então prior do mosteiro, D. João Pires, que havia recebido o couto em 1248, por ordem de D. Afonso III. Dezasseis anos depois, o edifício foi então finalizado e sagrado com missa pelo bispo de Tui, terra a qual se situava a diocese das igrejas da região.
No século XVII e no século XVIII, recebeu obras de reforma, que lhe alteraram as janelas, altares e ainda os revestimentos do interior.
Anos mais tarde, o mosteiro passou para a Congregação de Santa Cruz de Coimbra, sendo finalmente extinto por breve do Papa Clemente XIV, a 4 de Julho de 1770, e os religiosos transferidos para o Mosteiro de Mafra. 
Em termos administrativos, em 1839 a igreja e convento situavam-se no antigo concelho de Valadares, extinto por decreto a 24 de Outubro de 1855, passando desde então a pertencer à comarca de Melgaço.
Pertence à Diocese de Viana do Castelo desde 3 de Novembro de 1977.

### Reabilitação
Em 2021, começou a ser reabilitado num investimento de 1.053.390,50 euros, sendo que os fundos comunitários garantiram 500 mil euros. O objetivo da intervenção é colocar o monumento ao serviço da estratégia regional de atracão de visitantes. A igreja apresentava sinais alarmantes de conservação, tanto do edificado como do seu recheio artístico, que obrigaram a intervenções urgentes com diversas patologias identificadas nos elementos constituintes da igreja e identificadas anomalias severas nas coberturas, nas paredes que apresentavam graves problemas devido à má ventilação e ao obsoleto sistema de drenagem que não impede a água de entrar no interior da Igreja. O Ministro da Cultura, Pedro Adão e Silva, inaugura, em 11 de julho de 2023, a 1.ª fase das obras de reabilitação, conservação e valorização da igreja do Convento de São Salvador de Paderne.
A segunda fase prevê trabalhos de conservação e restauro que restituam todo o valor artístico que existe em cada parede, escultura, azulejo, teto policromo e em cada retábulos e inclui ainda novos equipamentos de iluminação, renovação do presbitério e do mobiliário litúrgico. Será também implementado um novo sistema de luminária e sinalética de emergência, telecomunicações, sistema de som, novo circuito de tomadas, colocação de meios de primeira intervenção de combate a incêndio, sinalização de emergência, sistema de intrusão e de vigilância.

## Características
Construída inicialmente em calcário, do traçado primitivo da igreja pouco sobreviveu às intensas reformas que sofreu desde a sua edificação no século XII, contudo ainda é possível encontrar, entre o granito utilizado, alguns vestígios originais no friso e em apenas um dos capitéis, localizado a nordeste do cruzeiro, que representa a descida de Cristo aos limbos.
De planta cruciforme, em cruz latina, e no estilo românico, a igreja de Paderne apresenta uma fachada principal terminada em empena com um portal de ombreiras salientes, ricamente decoradas com capitéis pequenos e vários motivos florais ou vegetais, adicionados durante uma reforma, já no estilo gótico. Segundo os historiadores, a arcada exterior com arcos sobre o toro foi influenciada pelo estilo da Catedral de Ourense. Anexada existe ainda uma torre, construída mais tarde como campanário para o convento.
No seu interior, existem algumas soluções arquitectónicas fora do habitual para a época, semelhantes no entanto às empregues pela ordem de Cister no Mosteiro de Fiães, como o uso duma cabeceira tripartida quadrangular e um proeminente transepto, cujo braço a norte alberga um outro portal de grandes dimensões virado a poente, sendo ainda pontuado, diante de si, pela única inscrição funerária medieval encontrada no edifício, referente a um enigmático R. Garcia. Em termos de decoração o seu estilo é protogótico. Para além destas particularidades, as suas paredes são revestidas por azulejos seiscentistas, sobrepostos por dois tipos de padrões, pilastras e ainda madeiras polícromas e barrocas. O seu retábulo-mor é construído em talha dourada de estilo nacional português e um outro, colocado a norte na abside, em estilo neoclássico.
Apesar da igreja do Divino Salvador permanecer erguida após tantos séculos, do antigo convento a que pertencia, hoje em dia, apenas restam três faces do claustro, que mesmo em ruínas, ainda possuem alguns ricos pormenores arquitectónicos e geram visitas por parte dos mais curiosos.

## Galeria

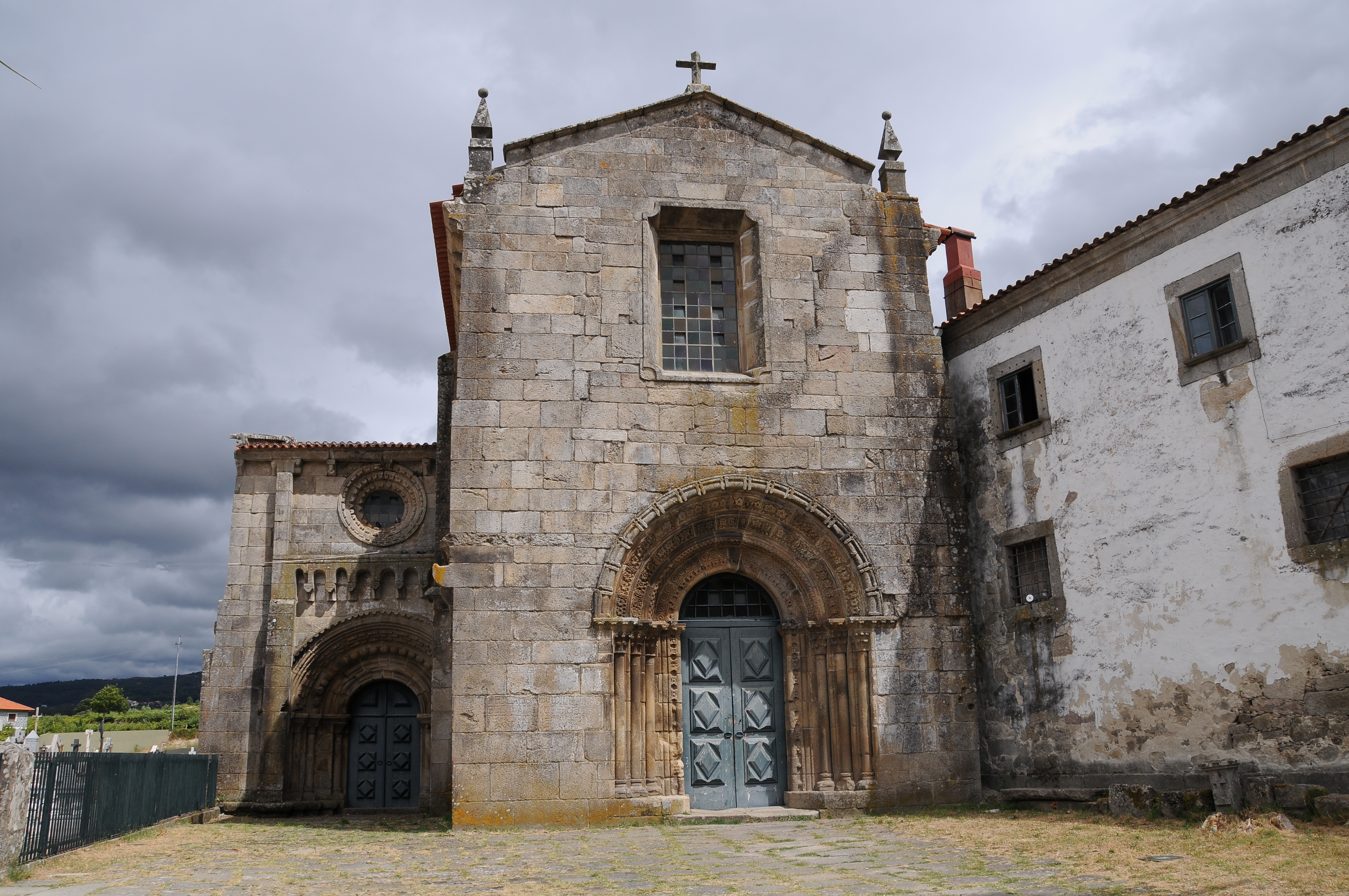
Fachada Principal
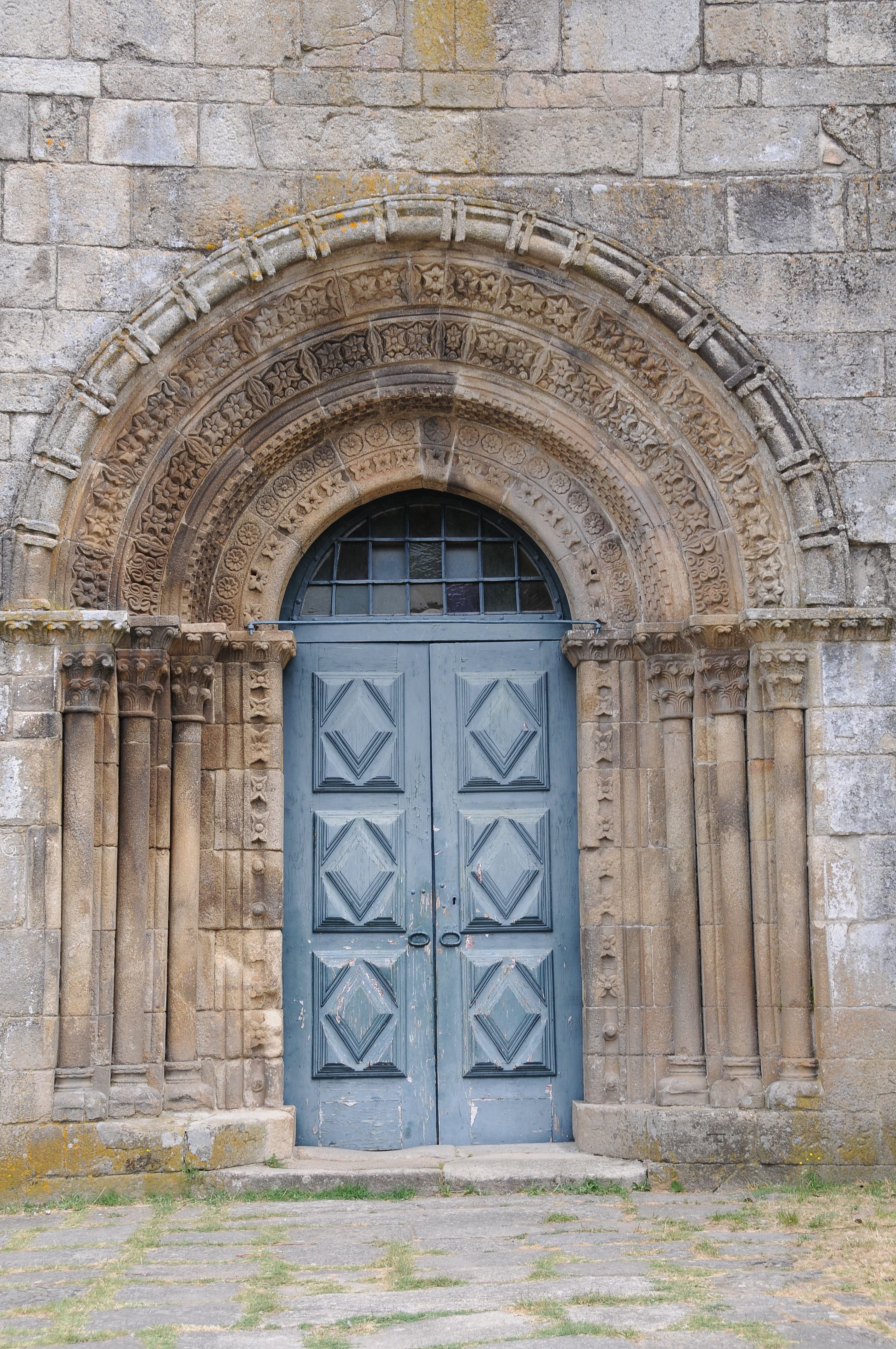
Pórtico
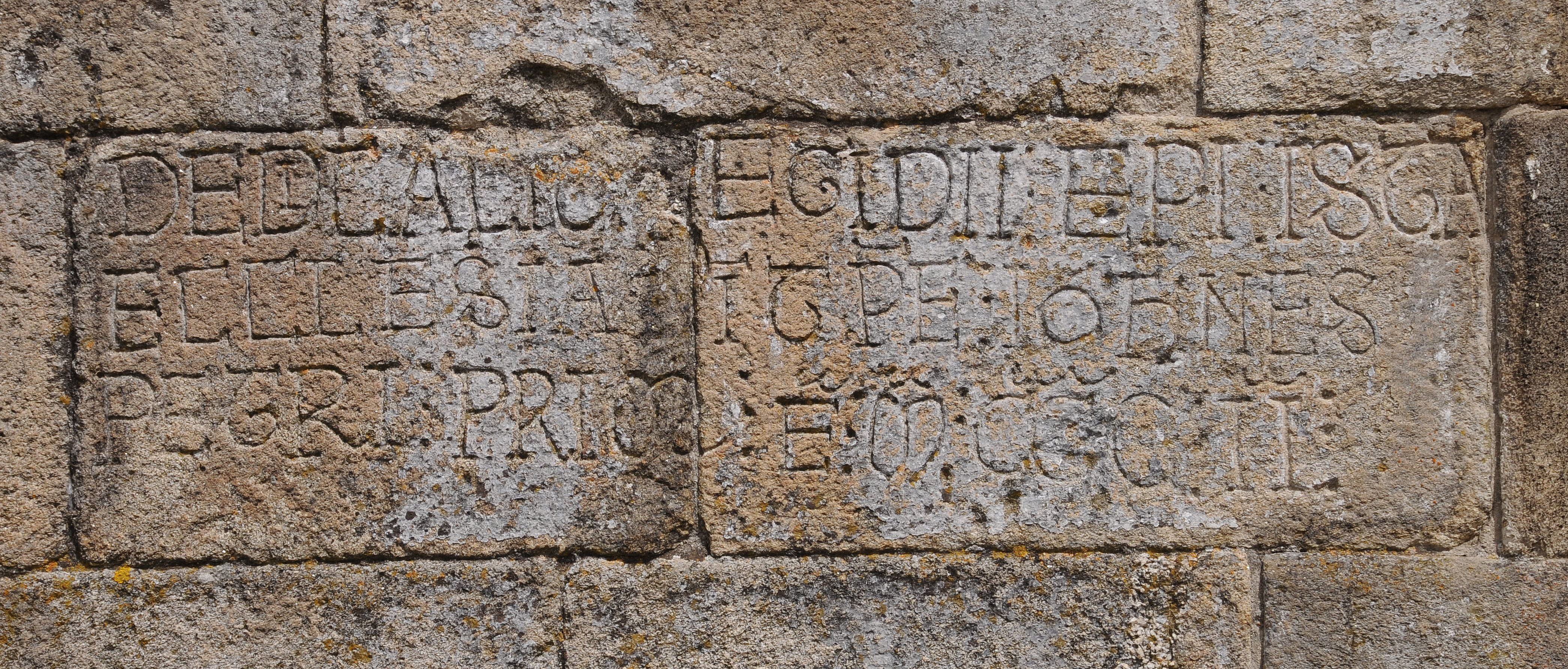
Inscrição
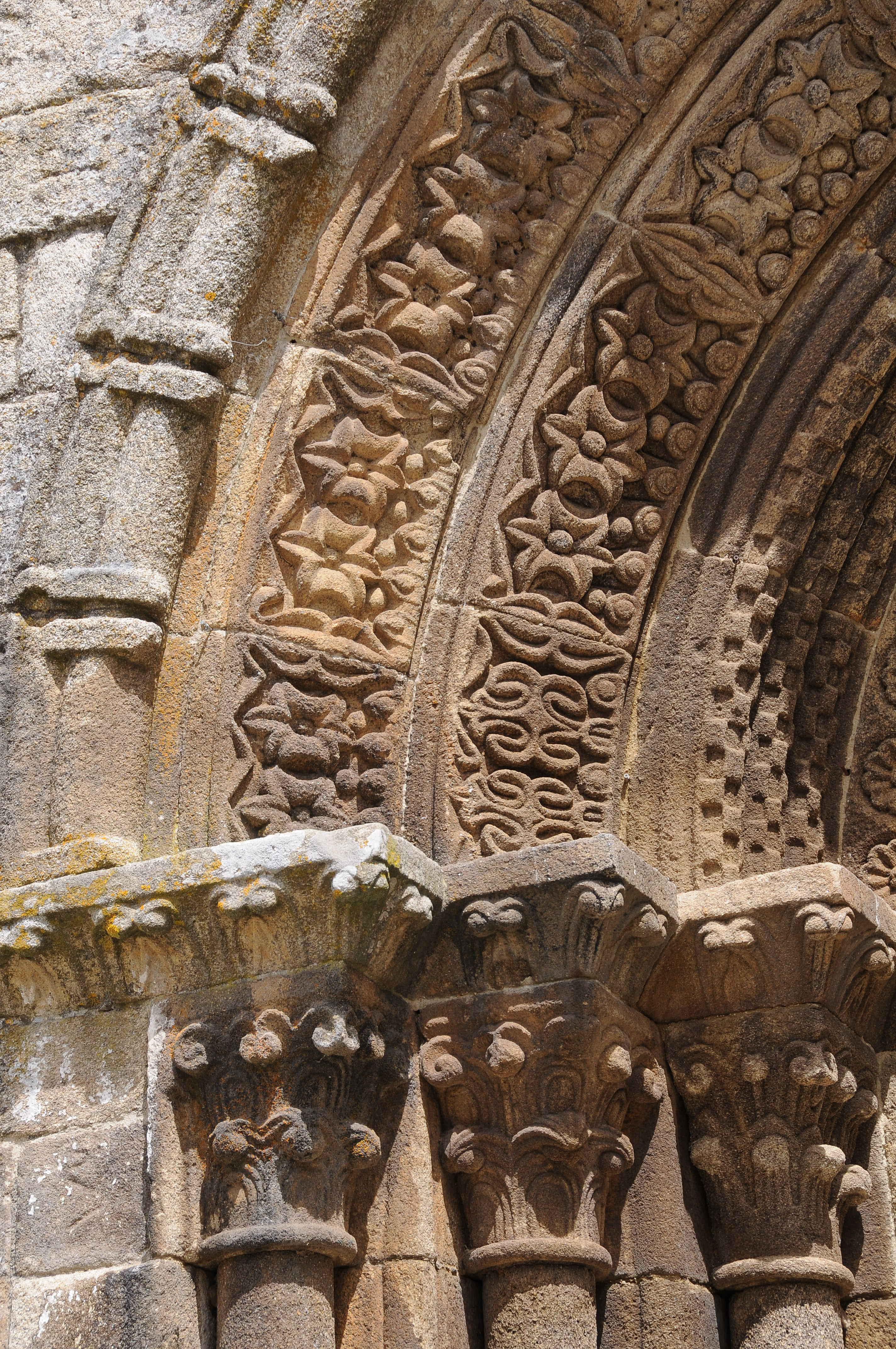
Detalhe do Pórtico com arquivoltas
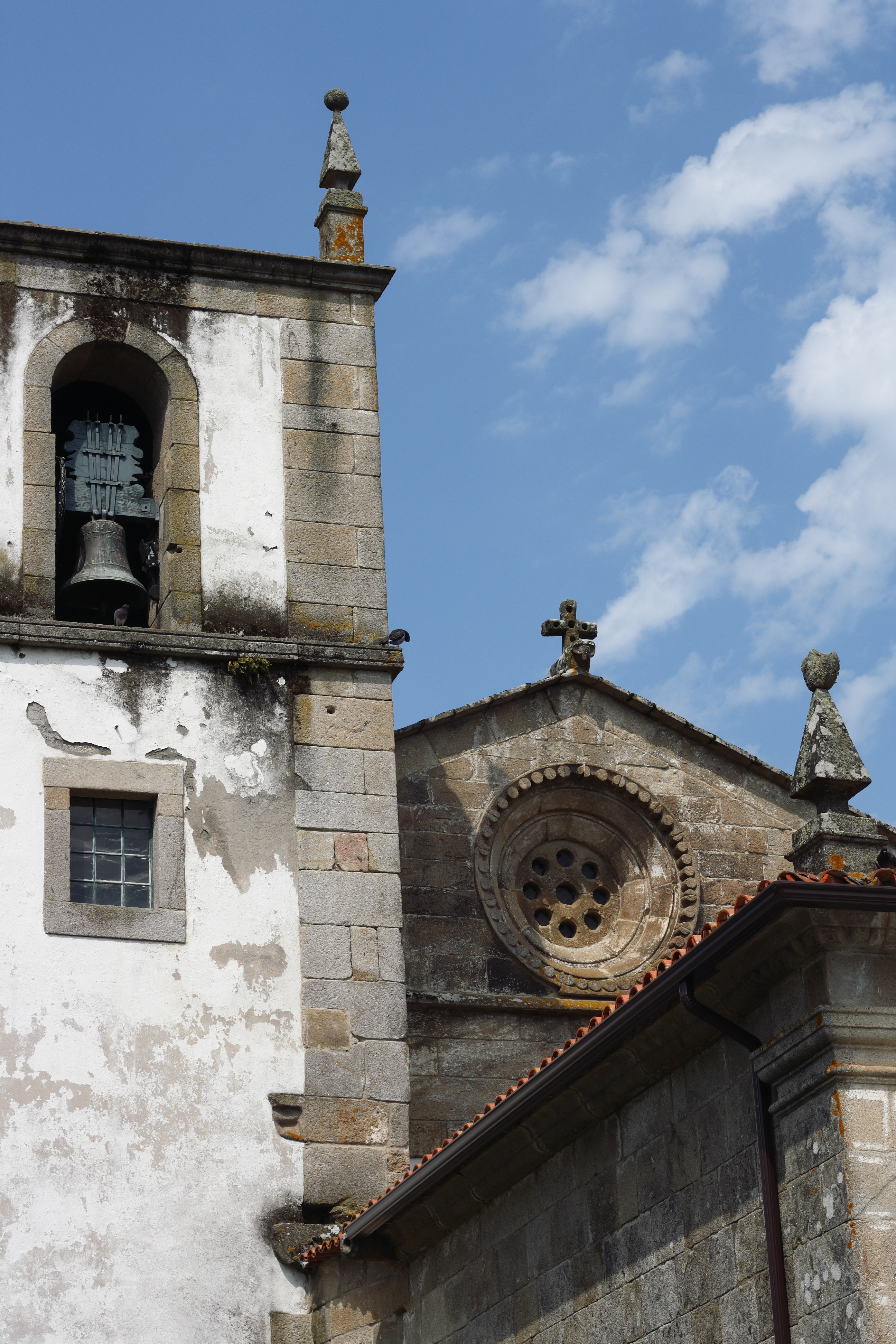
Torre Sineira
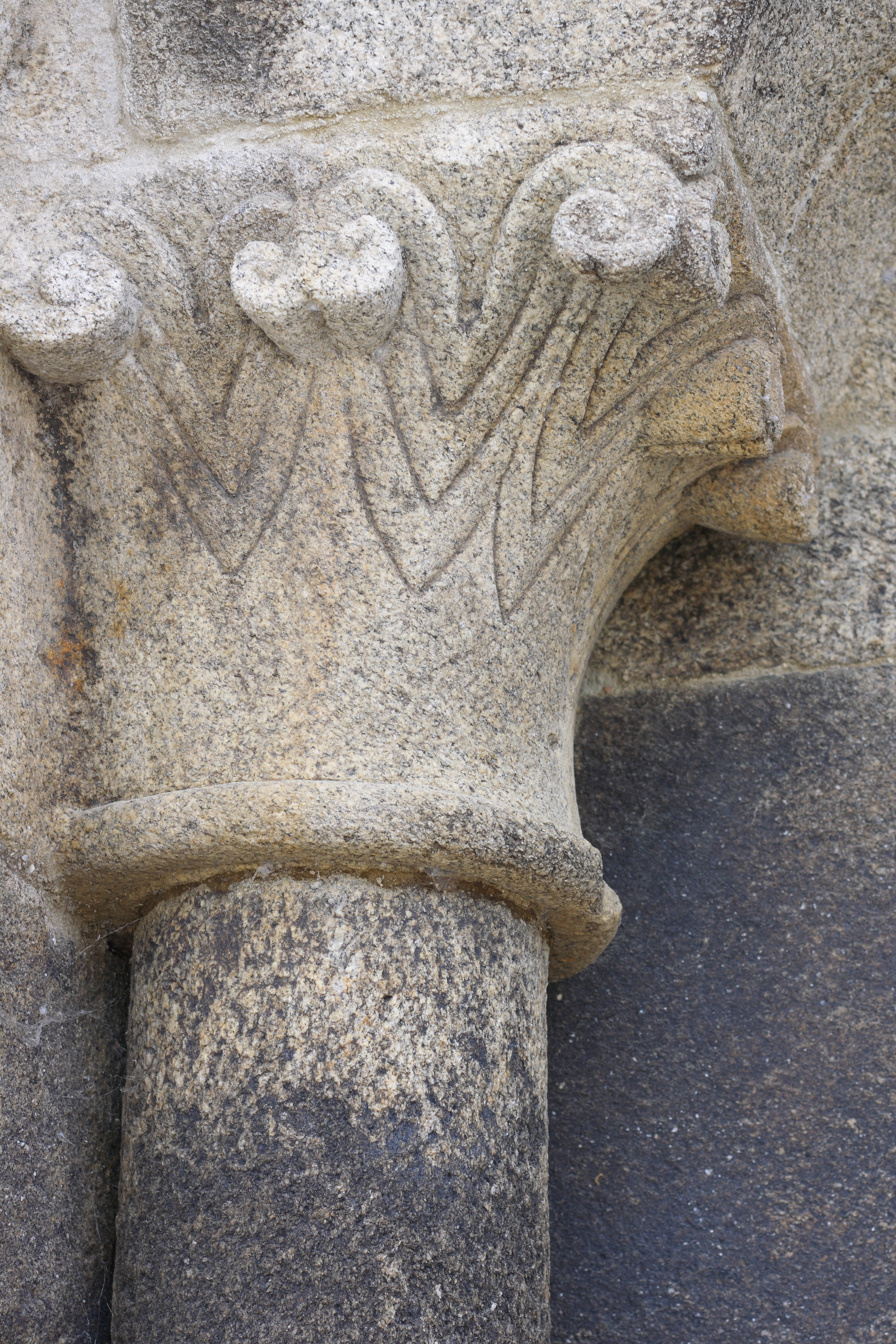
Detalhe do Capitel
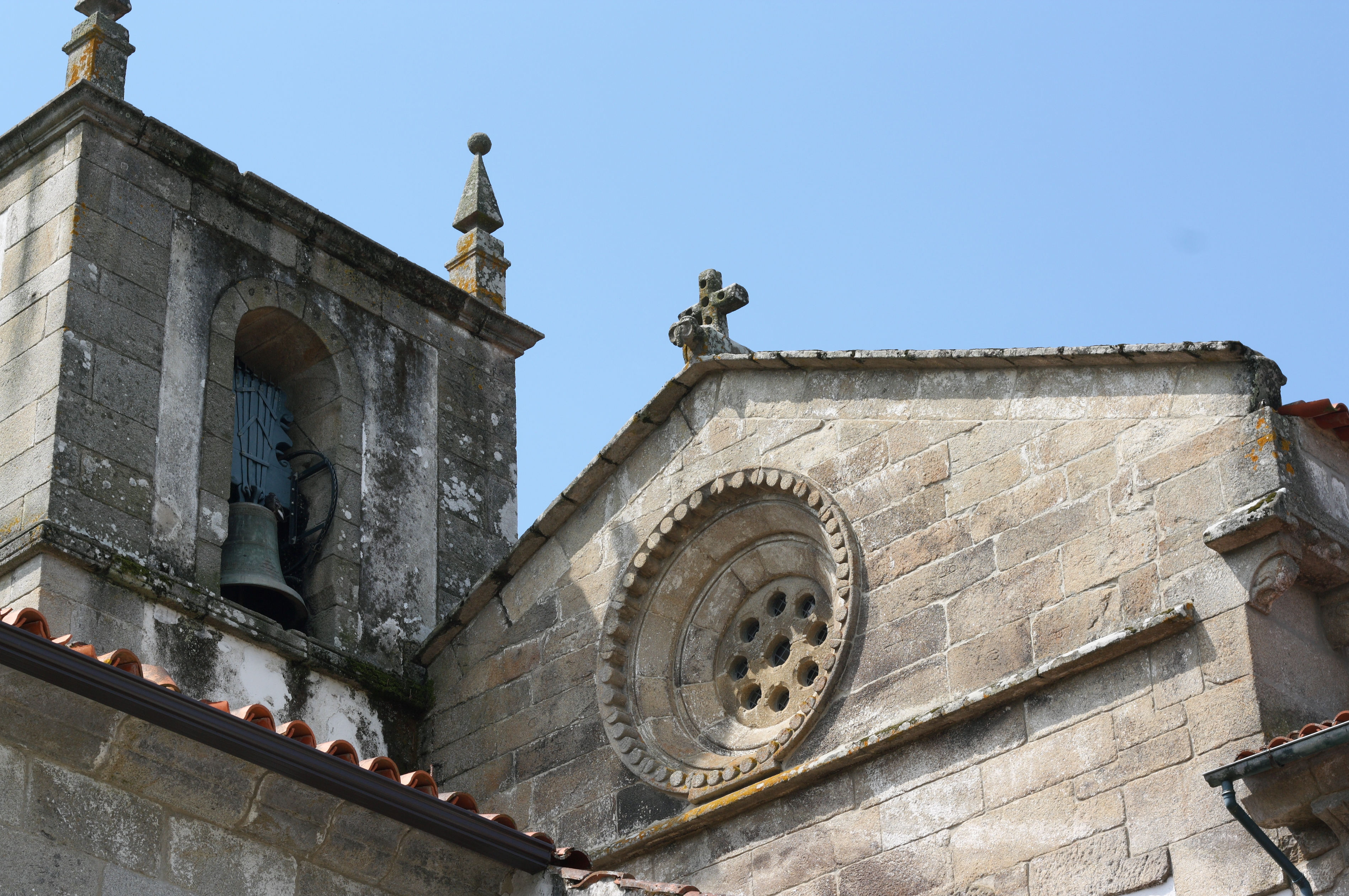
Torre Sineira e Frontão
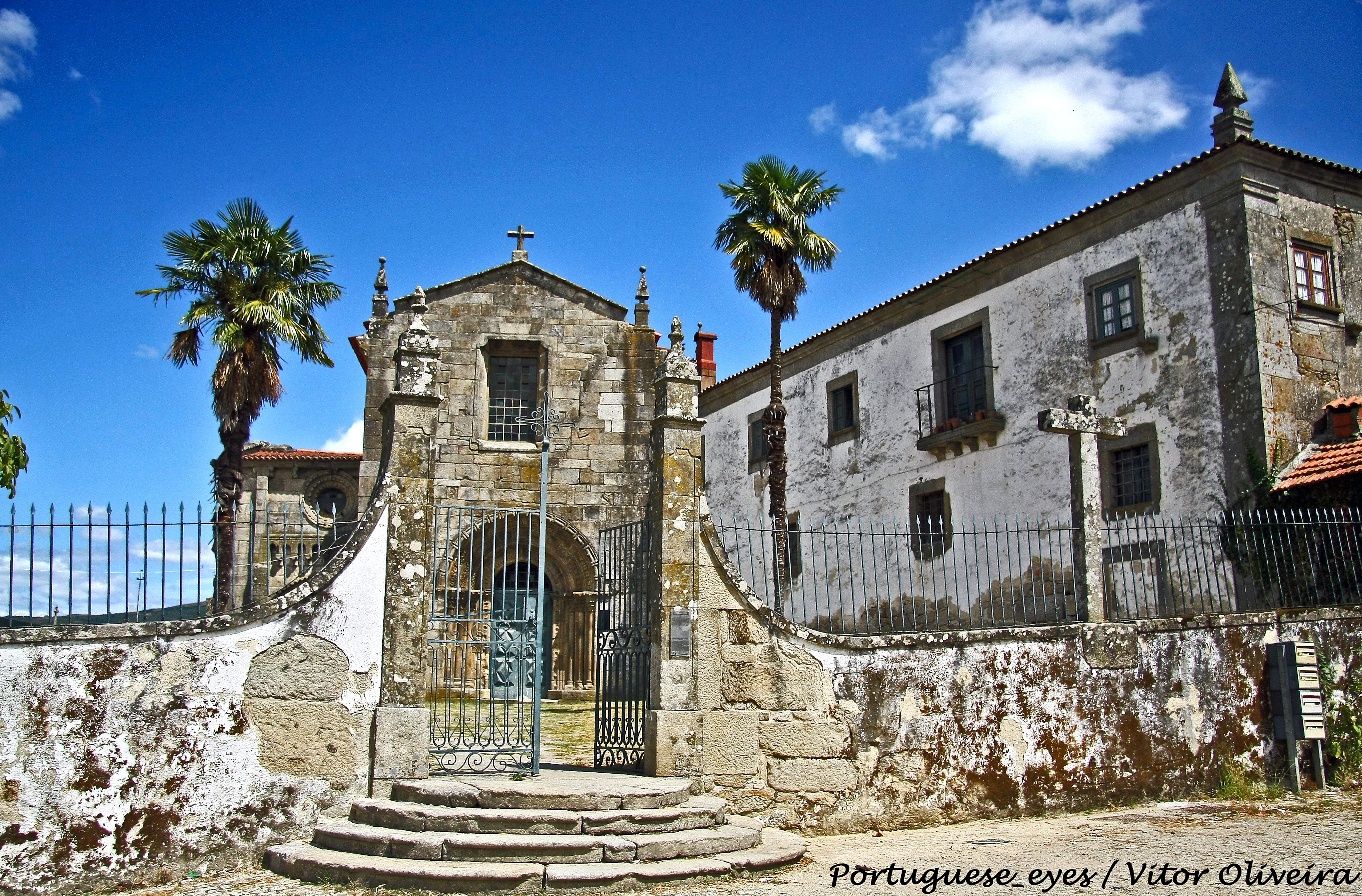
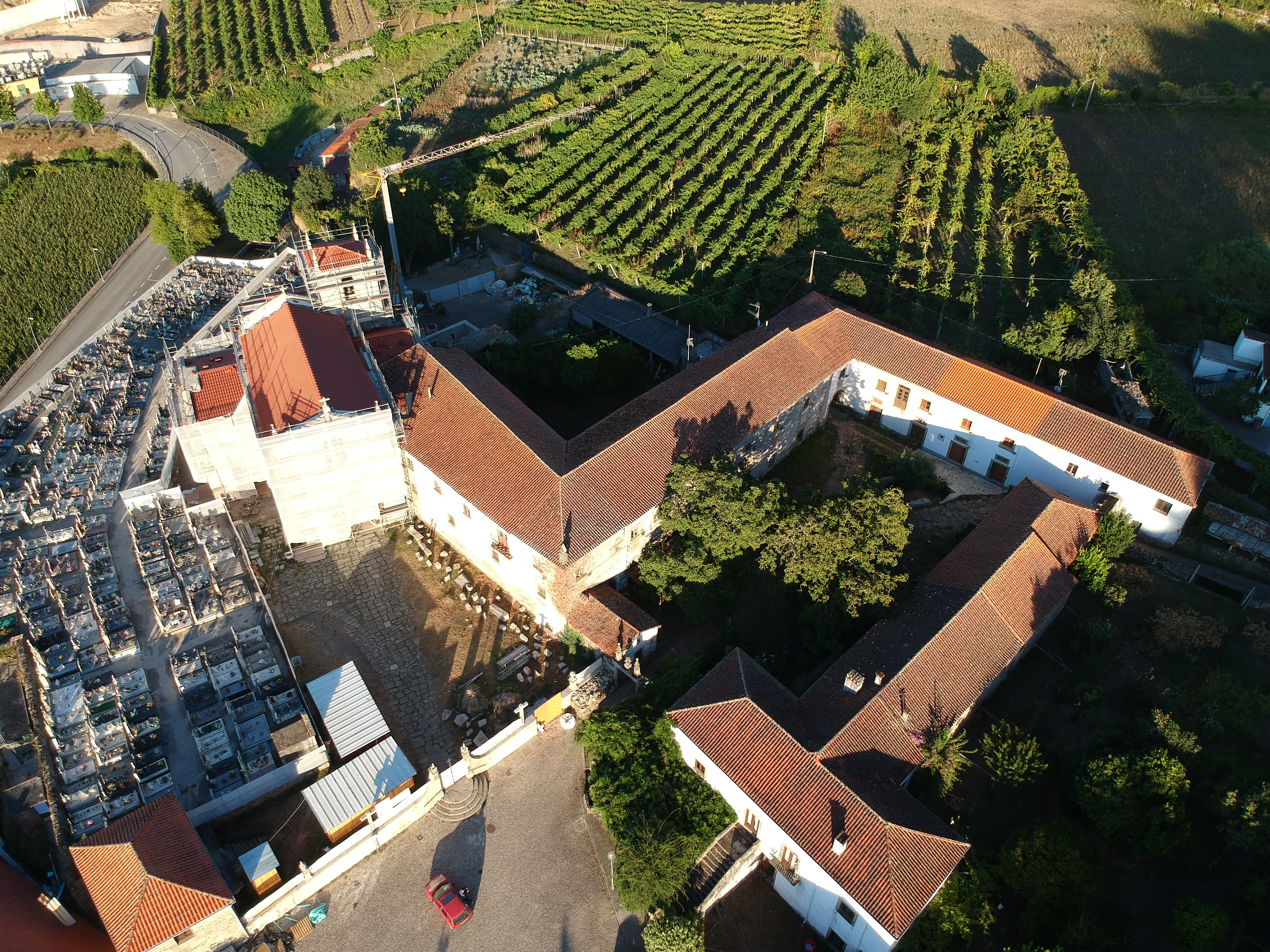
Vista aérea